# 百瀬帆南
百瀬 帆南（ももせ ほなみ、6月20日 - ）は、日本の女性声優。埼玉県出身。東京俳優生活協同組合所属。

## 来歴
小さい頃は、午前中や夕飯時にテレビで放送していた子供向けのアニメを観て、妹とそのアニメの主題歌を歌ったりしていた。その後、『ラブライブ!シリーズ』や『BanG Dream!』などのキャラクターとキャストが一体となり歌って踊ったり演奏したりしていた作品を知ったのがきっかけで、そういったアニメ作品に熱中していた。その時に「すごいコンテンツだな」、「今の日本の文化を支えているのはこういうコンテンツかもしれない」と感じていた。当初は表舞台に立つキャストにこだわっていたわけではなく、「制作側としてでもいいから、こういった作品に携われる職業につきたい！」と漠然と思っていた。
高校時代に吹奏楽部に所属していたが、舞台演出のようなものも担当。そういう仕事をしていたところ面白く、「自分はいきいきするな」とより強く感じるようになった。それで高校3年生の夏に「演技を勉強できる専門学校に行く」と決めて、専門学校東京アナウンス学院放送声優科(現：声優科)に入学。色々な座学も受講するようにして、業界のことやエンタメの歴史などを勉強していたところ楽しく、「やっぱり制作側も面白いな」と思っていた。ただし、声優学科のため、当時から色々なオーディションを受けさせてもらえたり、仕事をもらったりすることもあった。その時にキャスト側で色々な経験をもらうことが多くなり、「やっぱり私が本当にやりたいのはこっちだなぁ」と思い、だんだんと「声優になりたい」という気持ちがより強くなったという。
2022年、俳協ボイス61期出身。
2022年に東京俳優生活協同組合に所属。

## 人物
特技はリコーダー、書道。趣味・スポーツはギターの弾き語り、ピアノ、K-POPダンス。

## 出演
太字はメインキャラクター。

### テレビアニメ
- サラリーマンが異世界に行ったら四天王になった話（2025年、魔人[4]、子供[5]）
- 前橋ウィッチーズ（2025年、上泉マイ[6][7]）

### ゲーム
- けものフレンズ3（2022年、クロテン）
- ブラウンダスト2（2023年、サメイ[8]、アリネス[9]）

### その他コンテンツ
- Link Vividz (ビビッヅフレンズ）

## ディスコグラフィ

### キャラクターソング
| 発売日        | 商品名 | 歌                   | 楽曲 | 備考                                               |
| ------------- | --- | -------------------- | --- | -------------------------------------------------- |
| 2024年9月28日 | TVアニメ『前橋ウィッチーズ』オープニングテーマ プレデビューSG「スゴすぎ前橋ウィッチーズ！」                                      | 前橋ウィッチーズ     | 「スゴすぎ前橋ウィッチーズ！」 | テレビアニメ『前橋ウィッチーズ』オープニングテーマ |
| 2024年9月28日 | TVアニメ『前橋ウィッチーズ』オープニングテーマ プレデビューSG「スゴすぎ前橋ウィッチーズ！」                                      | 前橋ウィッチーズ     | 「うちらの花屋は黙ってない！」 | テレビアニメ『前橋ウィッチーズ』関連曲             |
| 2024年12月1日 | TVアニメ『前橋ウィッチーズ』エンディングテーマ プレデビューSG2「それぞれのドア」                                                 | 前橋ウィッチーズ     | 「それぞれのドア」 | テレビアニメ『前橋ウィッチーズ』エンディングテーマ |
| 2024年12月1日 | TVアニメ『前橋ウィッチーズ』エンディングテーマ プレデビューSG2「それぞれのドア」                                                 | 前橋ウィッチーズ     | 「1,2,3, Magic！」 | テレビアニメ『前橋ウィッチーズ』関連曲             |
| 2025年5月28日 | TVアニメ『前橋ウィッチーズ』オープニングテーマ / エンディングテーマ「スゴすぎ前橋ウィッチーズ！ / それぞれのドア」オープニング盤 | 前橋ウィッチーズ     | 「絢爛SHOWTIME！！」 | テレビアニメ『前橋ウィッチーズ』関連曲             |
| 2025年5月28日 | TVアニメ『前橋ウィッチーズ』オープニングテーマ / エンディングテーマ「スゴすぎ前橋ウィッチーズ！ / それぞれのドア」エンディング盤 | 前橋ウィッチーズ     | 「MAKASETENE」 | テレビアニメ『前橋ウィッチーズ』関連曲             |
| 2025年5月31日 | それぞれのウィッチーズ - マイ -                                                                                                  | 上泉マイ（百瀬帆南） | 「スゴすぎ前橋ウィッチーズ！（マイ Solo Ver.）」 「うちらの花屋は黙ってない（マイ Solo Ver.）」 「1,2,3 Magic！（マイ Solo Ver.）」 「それぞれのドア（マイ Solo Ver.）」 | テレビアニメ『前橋ウィッチーズ』関連曲             |
| 2025年7月30日 | 前橋ウィッチーズ Blu-ray 3（特装限定版） 特典CD                                                                                  | 上泉マイ（百瀬帆南） | 「My Special Thanks!!」 | テレビアニメ『前橋ウィッチーズ』関連曲             |
| 2025年7月30日 | TVアニメ『前橋ウィッチーズ』1stアルバム「アゲラタム」                                                                            | 前橋ウィッチーズ     | 「夢よ、咲け！」 「シャボン・テンション！」 「You Are My World」 「無敵☆PAYAPAYA」 「Meteor Shower」                                                                     | テレビアニメ『前橋ウィッチーズ』挿入歌             |
| 2025年7月30日 | TVアニメ『前橋ウィッチーズ』1stアルバム「アゲラタム」                                                                            | 前橋ウィッチーズ     | 「ドリーミードリーミーフラワー」 「GAPPO ＆ GAPPO (feat.ケロッペ)」 「推せる想いをぶつけちゃお？☆」 「花たちはどんな夢を見る」                                           | テレビアニメ『前橋ウィッチーズ』関連曲             |

### ユニットメンバー
1. 1 2  赤城ユイナ（春日さくら）、新里アズ（咲川ひなの）、北原キョウカ（本村玲奈）、三俣チョコ（三波春香）、上泉マイ（百瀬帆南）